# Piaski Królewskie
Piaski Królewskie – wieś w Polsce położona w województwie mazowieckim, w powiecie sochaczewskim, w gminie Brochów.
Sołectwo Piaski Duchowne, Piaski Królewskie tworzą wsie Piaski Duchowne i Piaski Królewskie.
W latach 1975–1998 miejscowość należała administracyjnie do województwa warszawskiego.
Wieś wzmiankowana w XVIII w. wówczas była tutaj osada leśna. W latach 1916–1956 działał tu znany nie tylko w okolicy tartak, a także składnica drewna. W 1923 roku do tutejszej smolarni i tartaku doprowadzono tory kolejki z Sochaczewa. Piaski Królewskie były ostatnią stacją na trasie kolejki. W pobliżu wsi Krzyż z inskrypcją „Przechodniu, wiedz, że figura postawiona została tu w maju 1927 r. (...) W miejscu tym na obszarze 5 ha były warsztaty mechaniczne, remiza kolejki leśnej, budynki gospodarcze i mieszkalne. Jesienią 1933 r. obiekty przeniesiono do Zamczyska”.
W nocy 6/7 września 1944 żołnierze Grupy AK „Kampinos” spalili tartak w Piaskach Królewskich oraz zlikwidowali ochraniający go pododdział SS. Sukces ten zniweczył niemieckie plany budowy mostów na Wiśle pod Wyszogrodem. W odwecie za spalenie tartaku Niemcy aresztowali 12 mieszkańców wsi. Wywieźli ich do Pomiechówka a następnie rozstrzelali. Zidentyfikowano wszystkie ofiary zbrodni.